# Intonace (lingvistika)
Intonace v lingvistice je kontrolovaná modulace základní frekvence hlasivek, která zároveň nese lingvistický význam. Patří mezi základní prozodické prostředky jazyka, tzv. suprasegmentální jevy. Za základní jednotku intonace se považuje tón, který bývá definován jako elementární zvuk s dostatečnou stabilitou a periodicitou signálu, aby bylo možné vnímat jeho výšku. Pro funkční melodickou jednotku používáme v češtině název melodém, ten začíná na přízvučné slabice mluvního taktu a odtud se rozpíná přes následující slabiky až po konec konkrétního úseku (viz gramatická funkce). Intonace se zabývá pouze melodickým průběhem řečového signálu. Dříve se tento termín občas používal i pro souhrnné označení dalších prozodických jevů, například hlasitosti nebo délky. Dnes se v češtině silně doporučuje termíny intonace a prozodie rozlišovat:  prozodie se zabývá všemi suprasegmentálními jevy, kdežto intonace zahrnuje pouze informačně relevantní změny melodie řeči.

## Vnímání melodie řeči
Pojem intonace se vztahuje pouze na takové změny melodie, které jsou lingvisticky relevantní, tzn. jsou informačně důležité pro správné a kompletní porozumění. Zároveň se tyto melodické kontury musí v jazyce opakovat, proto jim jsme schopni přiřadit význam. Peter Roach (2009) vnímání intonace vysvětluje na příkladu jízdy na koni: pokud mluvčí jede na koni, jeho hlas bude stoupat a klesat v závislosti na tempu koně. Tento pohyb ale posluchač ignoruje, protože není lingvisticky relevantní – nemění význam výpovědi.
Intonace v řeči do jisté míry koreluje s průběhem  základní frekvence kmitání hlasivek v řečovém signálu a jedná se o složený zvuk. Ze všech frekvencí obsažených v hlase se výsledný dojem výšky nejčastěji vztahuje k těm nejnižším frekvenčním složkám. Pro popis výšky hlasu nebo například intonačního rozpětí se používají psychoakustické jednotky, nejčastěji půltóny.
Melodii nejčastěji nese jádro slabiky, které je většinou tvořeno samohláskami nebo sonorami, odtud pak začíná tónová kontura. Průběh melodie v řeči ale nevnímáme automaticky všude tam, kde kmitají hlasivky, ale pouze u takových hlásek, kde je možné melodii stabilně ovládat. Nemožnost přesného ovládání hlasivkového kmitání se týká především znělých obstruentů. Percepční aparát člověka pak tedy systematicky ignoruje znělé obstruenty, ale dále i například výkyvy intonace, nebo neznělé hlásky, kde kmitání hlasivek není přítomné vůbec.. 
V řečovém signálu se dále vyskytují takzvané spádové jevy, které označují soustavné klesání základní frekvence během úseku promluvy. Kontura základní frekvence je na začátku promluvy vyšší, ale postupně klesá. Tento rozdíl ale posluchač nevnímá, protože ho mozek aktivně kompenzuje. Melodii řeči ve výsledku vnímáme souvisle a stabilně, přestože kontura  základní frekvence souvislá ani stabilní není.

## Funkce intonace
Intonace v řeči zastává 5 různých funkcí: lexikální, gramatickou, diskurzní, afektivní a indexovou. 

### Lexikální funkce
Tato funkce se především týká melodie v rámci slova a bývá esenciální složkou pro určení významu v tónových jazycích, jako například ve vietnamštině nebo mandarínštině. Realizovaná tónová kontura tedy u slov přímo určuje jejich význam.

### Gramatická funkce
Tato funkce se často dělí na dvě další podkategorie: funkce větně významová a funkce členící.
Větně významová složka často pomáhá indikovat typ věty, pokud není přítomný jiný gramatický prvek (například tázací zájmena kolik, kdo apod.). Konkrétně se jedná především o rozdíl mezi oznamovací větou a zjišťovací otázkou): 
- věta "Třeba zítra" může být otázka nebo oznámení a tento rozdíl je ve verbální komunikaci vyjádřený právě pomocí intonace.

Členící funkce pak pomáhá rozlišit strukturu vět, tedy napovídá, které skupiny slov patří k sobě. Tyto skupiny pak vytváří melodický celek, pro který se ustálil termín prozodická fráze, tradičně se ale stále v češtině používá i termín promluvový úsek. V psaném projevu je členění na prozodické úseky často značeno pomocí interpunkce, ale prozodická a syntaktická struktura nejsou totožné.

### Diskurzní funkce
Diskurzní funkce se týká především řečového chování účastníků komunikace. Konkrétně pomocí intonace můžeme například naznačit, jestli od druhého účastníka vyžadujeme více informací, přitakání nebo odpověď. Dále taky sami naznačujeme, v jaké úrovni se naše promluva nachází: tedy jestli plánujeme pokračovat, nebo jestli se naše promluva blíží ke konci a posluchač se může připravovat na reakci.
Do této funkce se pak může zahrnovat i vytýkací funkci. U sdělení sýr je v lednici může intonace zdůrazňovat informačně nejdůležitější část výpovědi, například: sýr je v lednici, ale máslo už jsem vyndala na stůl, nebo sýr je v lednici, ne na stole. Čeština tento kontrast často vyjadřuje i změnou slovosledu, ale například v angličtině je intonace  hlavním prostředkem vytýkání.

### Afektivní funkce
Intonaci používáme i k vyjádření psychologických stavů v komunikaci. Nejčastěji pomocí intonace vyjadřujeme emoce, nálady, aktuální naladění nebo postoj. Afektivní stavy jsou ale často vyjadřovány i pomocí dalších prozodických prostředků, například změnou tempa řeči, hlasitosti, nebo barvy hlasu. 
Ani intonace samotná ale občas nemusí jednoznačně indikovat konkrétní psychologický stav. Naopak, naše vnímání zpracovává spíš dimenze emocí, které se místy mohou překrývat. K jedné emoci se tedy nedá lineárně přiřadit konkrétní melodická kontura, ale jedna kontura může indikovat hned několik psychologických stavů (např. mluvčí může znít podobně pokud bude smutný, nebo pouze unavený, což ale z melodie samotné nejsme schopni spolehlivě rozlišit).

### Indexová funkce
Intonace zároveň může naznačovat i aspekty týkající se přímo mluvčího. Variace intonačních kontur může být typická přímo pro jednoho člověka, nebo také může odkazovat na to, do jaké skupiny mluvčí připadá: ku příkladu geografický původ, věk, vzdělání, pohlaví nebo socioekonomický status.

## Intonace v češtině
Z výše uvedených funkcí čeština nevyužívá pouze funkci lexikální. Primárně intonace v češtině pak slouží k rozlišení větných typů, tedy k odlišení otázky, oznámení nebo rozkazu. Terminologicky se v češtině odlišuje funkční melodický prvek, nazývaný melodém, a konkrétní průběh melodie, neboli kadence. V systému češtiny definujeme 3 melodémy: 
- melodém ukončující klesavý (MUK) – naznačuje ukončenou výpověď a nejčastěji se používá pro oznamovací věty a doplňovací otázky
- melodém ukončující stoupavý (MUS) – naznačuje ukončenou výpověď a nejčastěji se používá pro zjišťovací otázku
- melodém neukončující (MN) – naznačuje neukončenou výpověď a nejčastěji se používá, když mluvčí plánuje pokračovat v promluvě.[14][15][16]